# Hesperornis
Hesperornis – rodzaj kopalnych ptaków z rodziny Hesperornithidae.
Etymologia nazwy zwyczajowej: gr. ἑσπερος hesperos „zachodni”; ορνις ornis, ορνιθος ornithos „ptak”.
Ptaki te żyły w epoce późnej kredy (ok. 89–65 mln lat temu). Osiągały metr wysokości na stojąco. Ich szczątki odnaleziono na terenie Ameryki Północnej – w Kanadzie i w USA (głównie w stanie Kansas); jeden gatunek – H. rossicus – opisano z europejskiej części Rosji (Zbiornik Cymlański), jego szczątki odnaleziono też w Szwecji.
W rynienkach przedszczękowych na kościach szczękowych i żuchwie znajdowały się zęby. Ptaki z rodzaju Hesperornis były przystosowane do życia w wodzie, nogi znajdowały się z tyłu tułowia. Nielotne; skrzydła silnie zredukowane, zachowała się jedynie kość ramienna.

## Gatunki
Do rodzaju należą następujące gatunki:
- H. altus
- H. bairdi
- H. chowi
- H. crassipes
- H. gracilis
- H. lumgairi
- H. macdonaldi
- H. mengeli
- H. montana
- H. regalis
- H. rossicus (dawniej rossica).

## Galeria

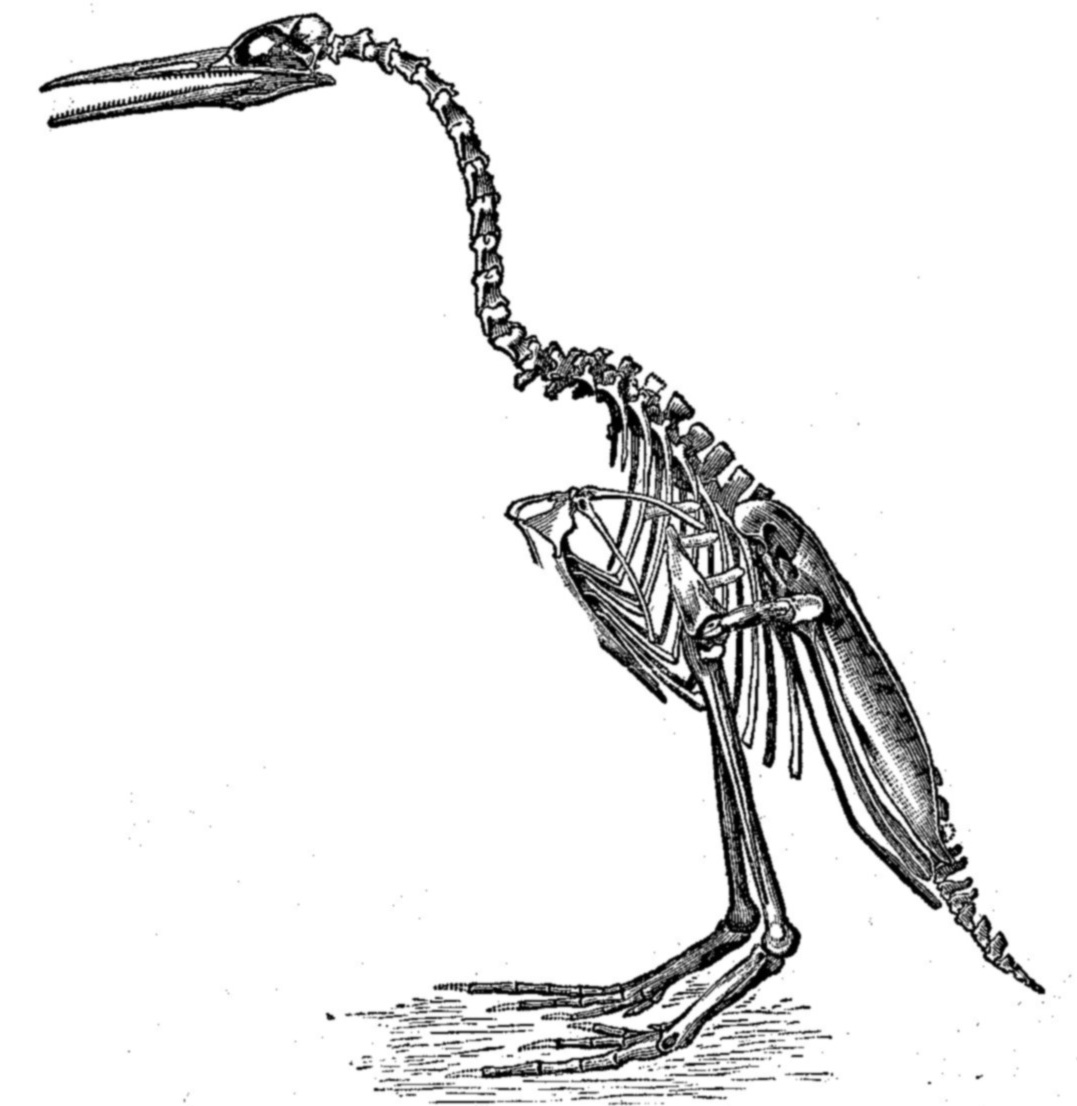
Rycina szkieletu hesperornisa
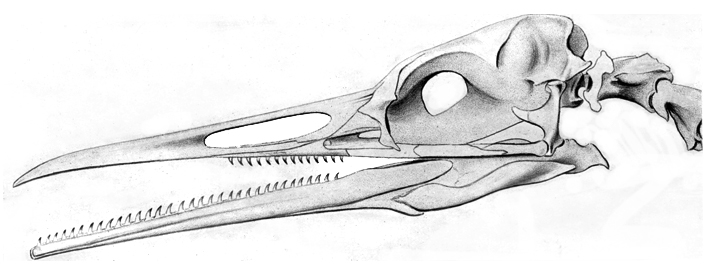
Rycina czaszki hesperornisa
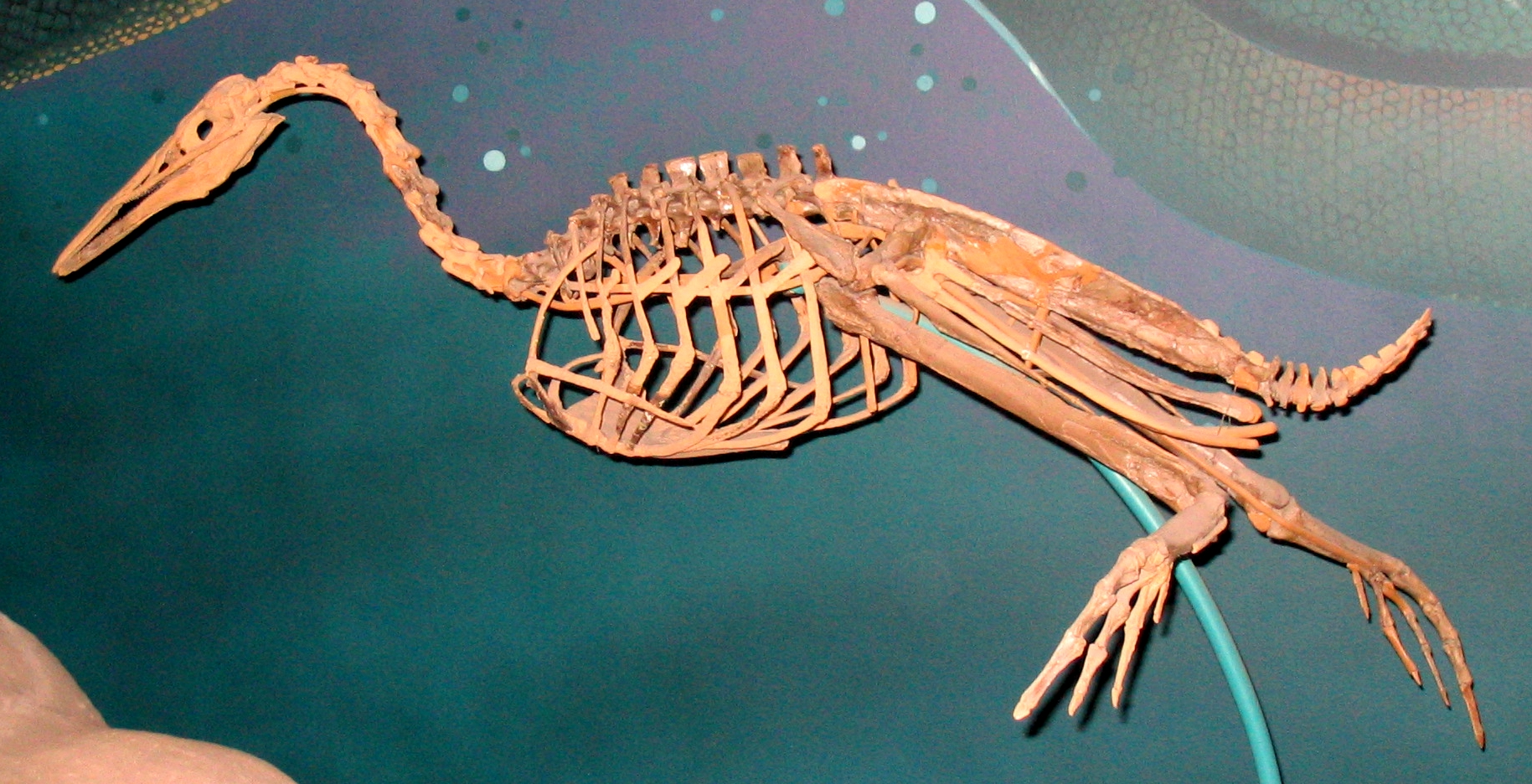
Szkielet hesperornisa (Narodowe Muzeum Historii Naturalnej, Waszyngton)